# Palestyna pod panowaniem Seldżuków
Palestyna pod panowaniem Wielkich Seldżuków pozostawała w okresie od 1079 do 1099 roku.

## Historia

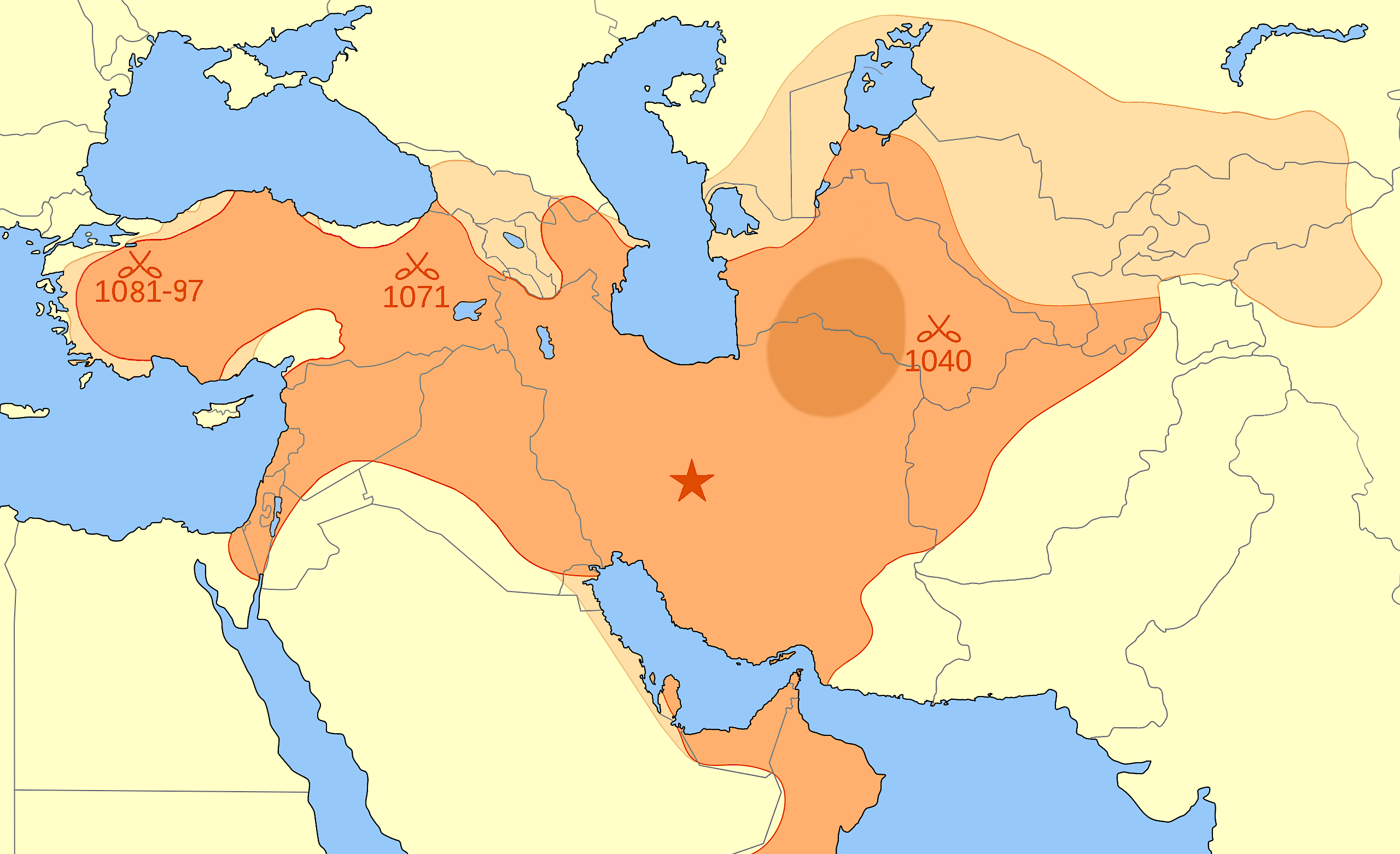
Największy zasięg terytorialny Państwa Wielkich Seldżuków, 1092

### Rys ogólny
Kalifat Abbasydów korzystał z pomocy wojsk Turków Seldżuckich do walki z kalifatem Fatymidów, który zbudował swoją potęgę w Afryce Północnej i korzystał z pomocy wojskowej mameluków.
Turcy Seldżuccy po zwycięstwie nad Ghaznawidami pod Dandankanem w roku 1040 utworzyli własne państwo. W roku 1055 zajęli oni Bagdad, a ich najwybitniejszy przywódca, wnuk Seldżuka, Tughril Beg, otrzymał od kalifa tytuł sułtana, tym samym zakładając dynastię Wielkich Seldżuków.
Szybki rozwój tureckiego sułtanatu seldżuckiego, spowodował, że Turcy przejęli kontrolę nad całym Bliskim Wschodem.

### Historia Palestyny
W 1079 roku wojska Turków Seldżuckich opanowały Palestynę, włączając ją do państwa Wielkich Seldżuków.
Sułtan Malikszah I zabronił wstępu do Jerozolimy chrześcijanom wszystkich wyznań. Przykładem takich utrudnień w dostępie do Ziemi Świętej było zatrzymanie pielgrzymki ok. 2000 osób, zorganizowanej przez biskupa barberskiego w 1065 roku.
Ciężkie prześladowania dotknęły także żydowską społeczność w Palestynie.
Wieści o prześladowaniach i okrucieństwie Turków podsycały nienawiść Europejczyków do muzułmanów. Wywołało to wielkie poruszenie w chrześcijańskiej Europie i doprowadziło do wyruszenia I wyprawy krzyżowej.
Fatymidzi na początku 1098 roku pokonali szybkim szturmem turecką załogę Jerozolimy i przejęli kontrolę nad tym miastem, ogłaszając jego ponowne otwarcie dla chrześcijan. Pomimo to, w 1099 roku Krzyżowcy zdobyli Jerozolimę i utworzyli Królestwo Jerozolimskie.